# Sprachraum
Ein Sprachraum (auch Sprachgebiet oder Sprachlandschaft) ist eine Region mit einer einheitlichen Sprache seiner Bewohner (Muttersprache), einschließlich der mundartlich örtlichen Ausprägungen (Dialekte).
Alltagssprachlich verwendet man beispielsweise den Begriff „deutscher Sprachraum“ mit den jeweiligen Dialekten des ober-, mittel- und niederdeutschen Sprachraums. Dieser deutsche Sprachraum gehört wiederum zum germanischen Sprachraum.
Man verwendet die Begriffe romanischer, slawischer oder germanischer Sprachraum, unterteilt auf die jeweiligen Sprachen und Sprachräume wie beispielsweise italienischer, slowenischer oder deutscher Sprachraum.

## Entstehung von Sprachräumen
Ein Sprachgebiet oder Sprachraum ist eine Region mit einheitlicher Sprache, meist ergänzt durch eine ethnologische Einheit. „Sprachgrenzen“ entstehen, wenn sich zwei Sprachräume auseinanderentwickeln. So kamen die Germanen zu ihrem eigenen Sprachraum durch die so genannte erste oder germanische Lautverschiebung. Dies grenzte sie eindeutig gegen ihre Zeitgenossen, die Kelten, Slawen und Balten ab.
Sprachräume können sich aber auch überlappen, wenn zwei- oder mehrere Sprachgruppen ein gemeinsames Gebiet besiedeln.

## Sprachraum und Staat
Sprachräume stimmen zumeist nicht mit Staatsgrenzen überein, sondern sind staatsübergreifend, da Staaten Kunstgebilde (Konstrukte) sind und auf andere Weise, zum Beispiel durch Fürstenhochzeiten oder Kriege, entstanden sind. Sprachräume entstanden dagegen im Verlauf der Geschichte durch Wanderungsbewegungen. So wird der geschlossene mitteleuropäische deutsche Sprachraum von mehreren Staatsgrenzen durchzogen und Staaten wie Deutschland, Österreich, Liechtenstein und Luxemburg sowie die Regionen Deutschschweiz in der Schweiz, Ostbelgien in Belgien, Südtirol in Oberitalien und zu einem kleinen Teil noch das Elsass und Lothringen in Frankreich gehören ganz oder teilweise dazu. Einige relativ geschlossene deutsche Sprachgebiete, wie jenes der Donauschwaben, liegen als Sprachinseln extern innerhalb fremder Sprachräume.
Da Sprachräume unabhängig von Staatsgrenzen existieren, können Staaten auch mehrere Sprachräume oder Teile davon umfassen. So umfasst beispielsweise das Staatsgebiet der Schweiz Teilgebiete des deutschen, französischen und italienischen sowie einen immer kleiner werdenden Anteil des rätoromanischen Sprachraums. Die Sprachgrenzen innerhalb der Schweiz haben zumeist volkstümliche Bezeichnungen.